# فنبوس
فنبوس (بالإنجليزية: Fynbos) هي نباتات أجمة وأرض بور طبيعية تظهر في نطاق صغير من الكيب الغربي بجنوب أفريقيا، خاصة المنتاطق الساحلية ذات الأمطار الشتوية والمناطق الجبلية التي تتمتع بمناخ البحر المتوسط. والفنبوس هو منطقة بيئية في حيوم الغابات المتوسطية.

## محمية زهور الكيب
محمية الزهور في الكاب أو فينبوش ( من اللغة الأفريقانية)، يتألف هذا الموقع المتسلسل الواقع في إقليم الكاب في جنوب إفريقيا من ثمانية مساحات محمية تغطي حوالى 553000 هكتار. إن منطقة الزهور هي إحدى المناطق الأغنى في العالم لجهة النبات. على الرغم من أن هذه المساحة تمثّل أقلّ من 0.5% من مساحة أفريقيا، فإنها تأوي حوالى 20% من النبات في القارة. ويضمّ الموقع ظواهر بيئية وبيولوجية خارقة ترافق نمو نبات الفنبوس (الدغل الناعم)، وهو نبات خاص بمنطقة الزهور في الكاب. إن كثافة النباتات فيها واستيطانها، بالإضافة إلى تنوعها المذهل، يعدّ من الأهم على الكرة الأرضية. وتمنح ظواهر فريدة من نوعها في العالم، لا سيما لجهة استراتيجبة التكاثر النباتي وردة فعل النبات على النار وتلقيح النبات بالحشرات بالإضافة إلى الهيكليات المثيرة للاهتمام لجهة الاستيطان والإشعاع التكييفي، هذه المنطقة قيمة استثناية للعلوم.

## معرض الصور

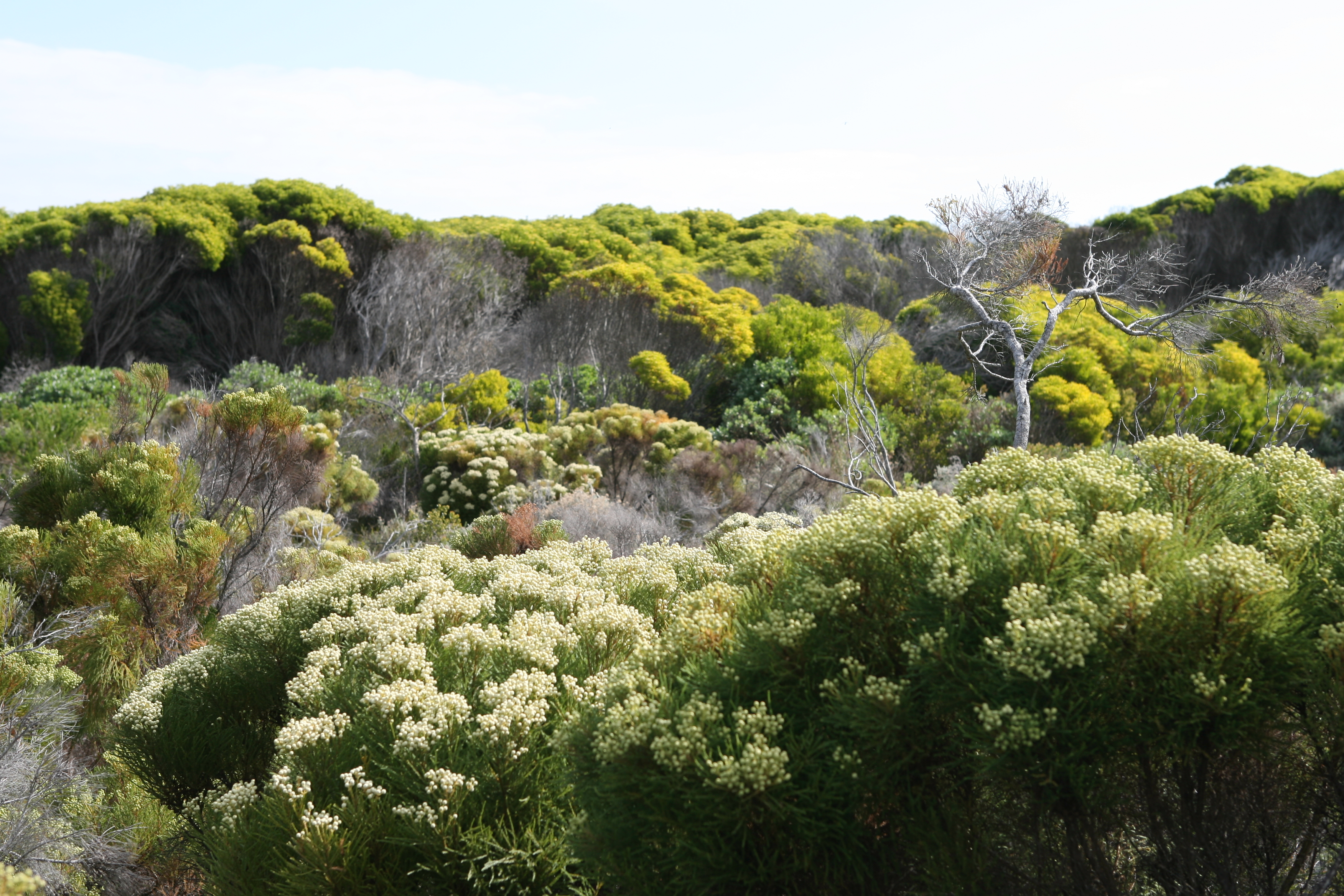
الفنبوس في شبه جزيرة الكيب
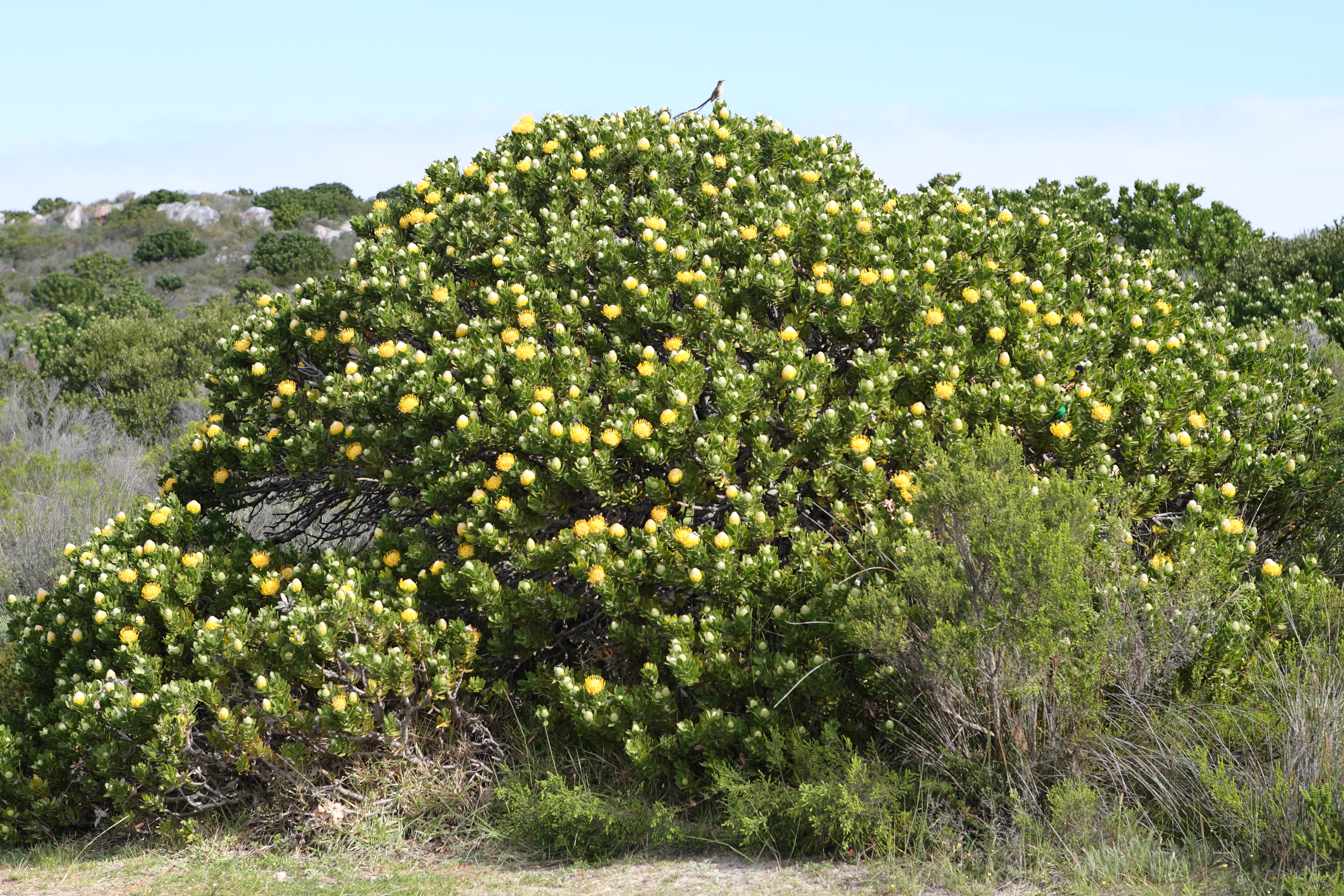
بعض النباتات الفريدة في شبه جزيرة الكيب.
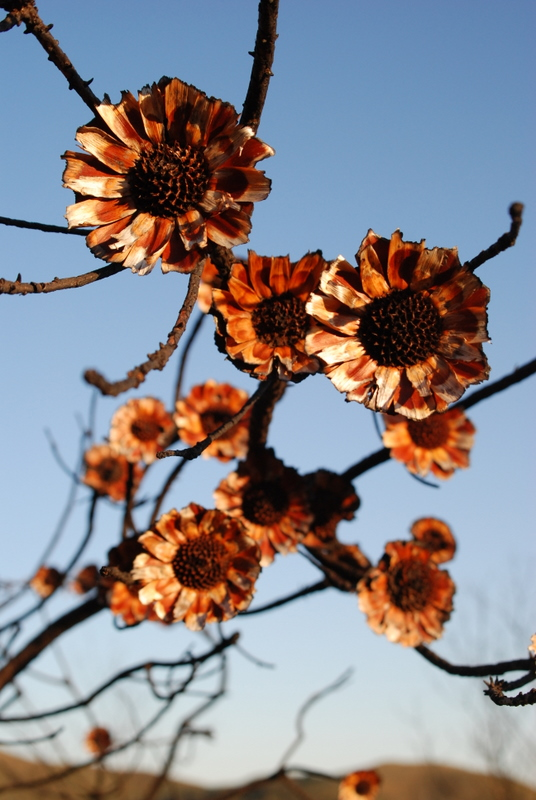
المنطقة المحمية بعد حريق. گراي‌تون، جنوب أفريقيا.
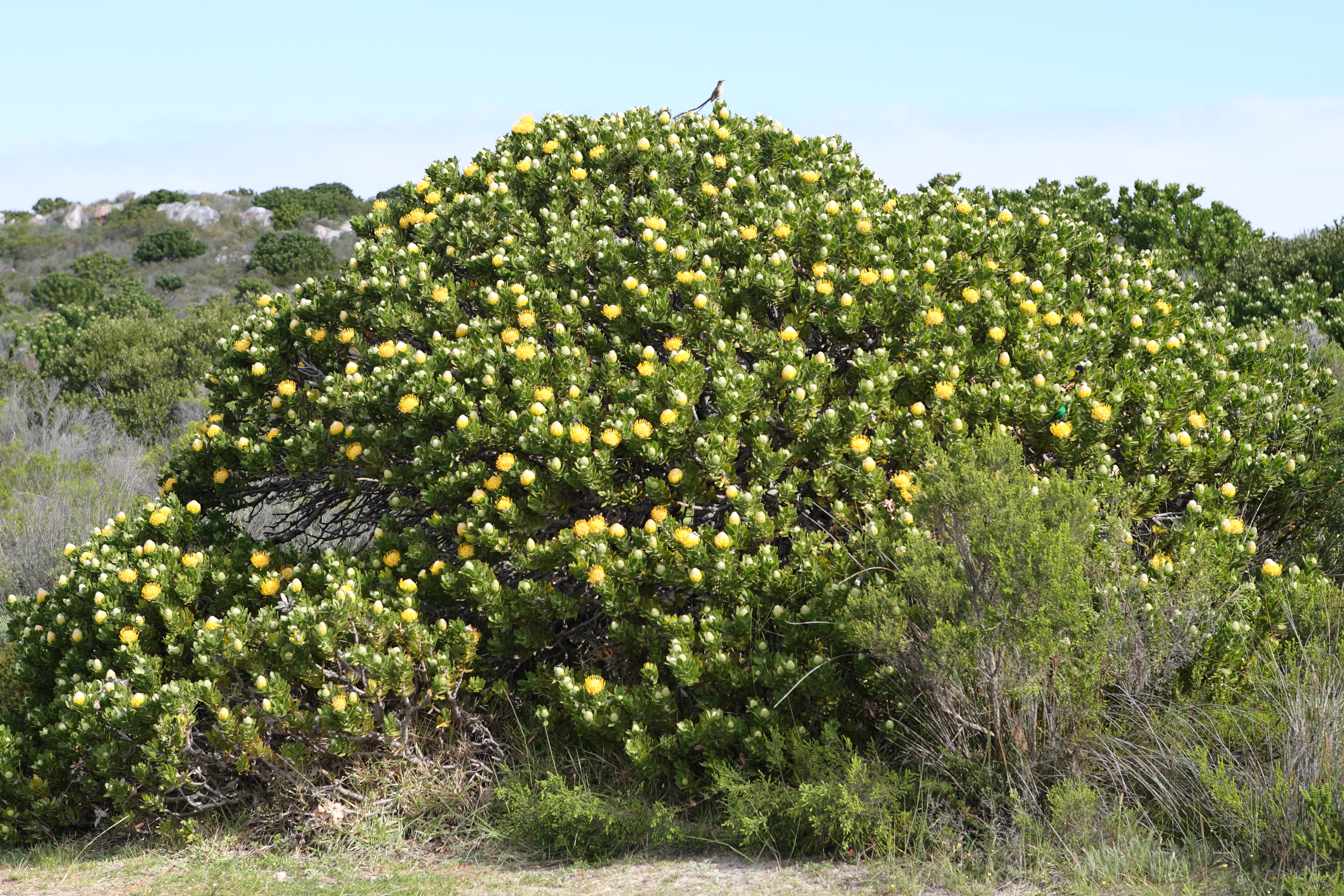
بعض النباتات الفريدة في شبه جزيرة الكيب.
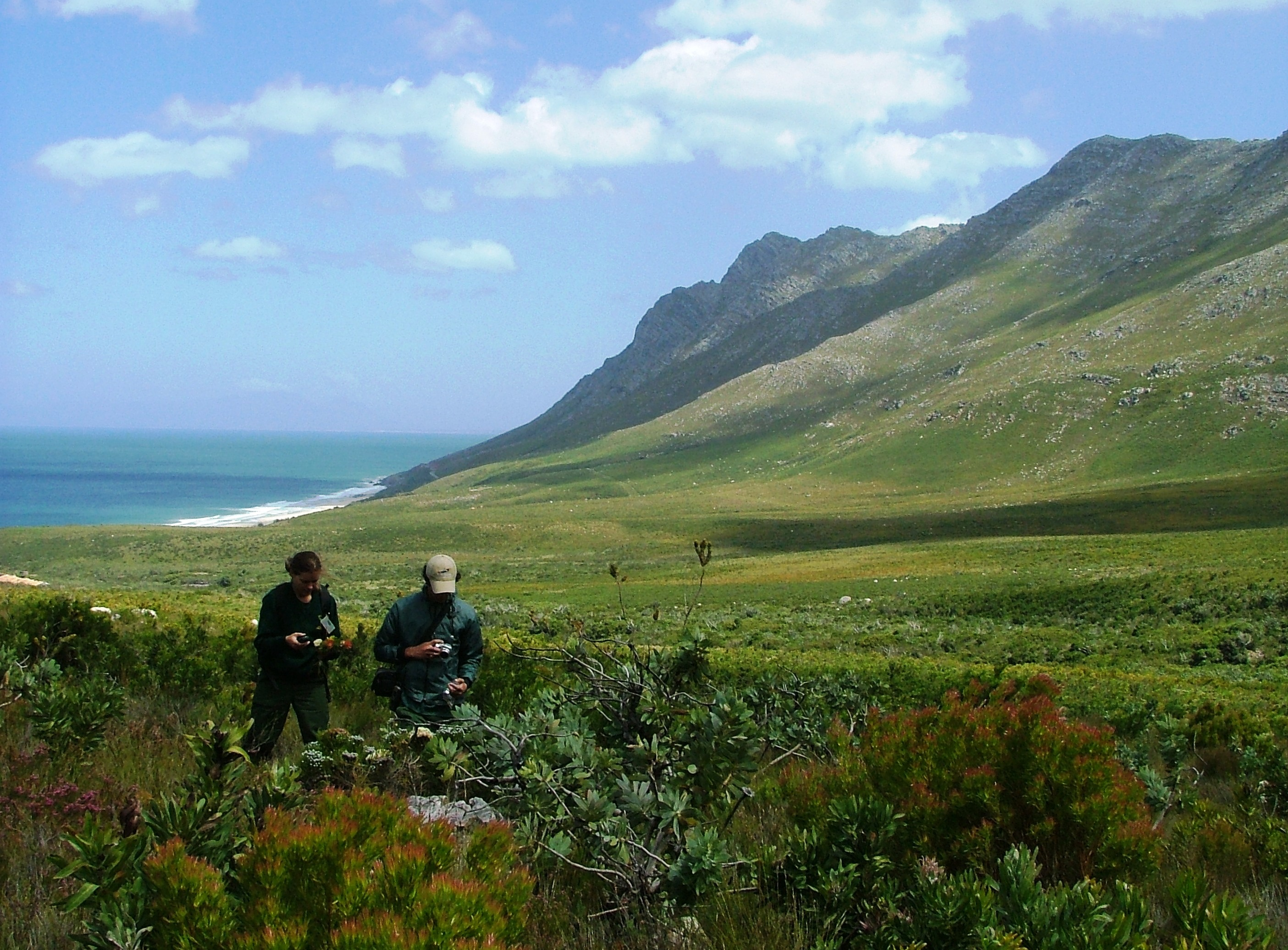
الفنبوس في جبال كوگلبرگ، الكيب الغربي.
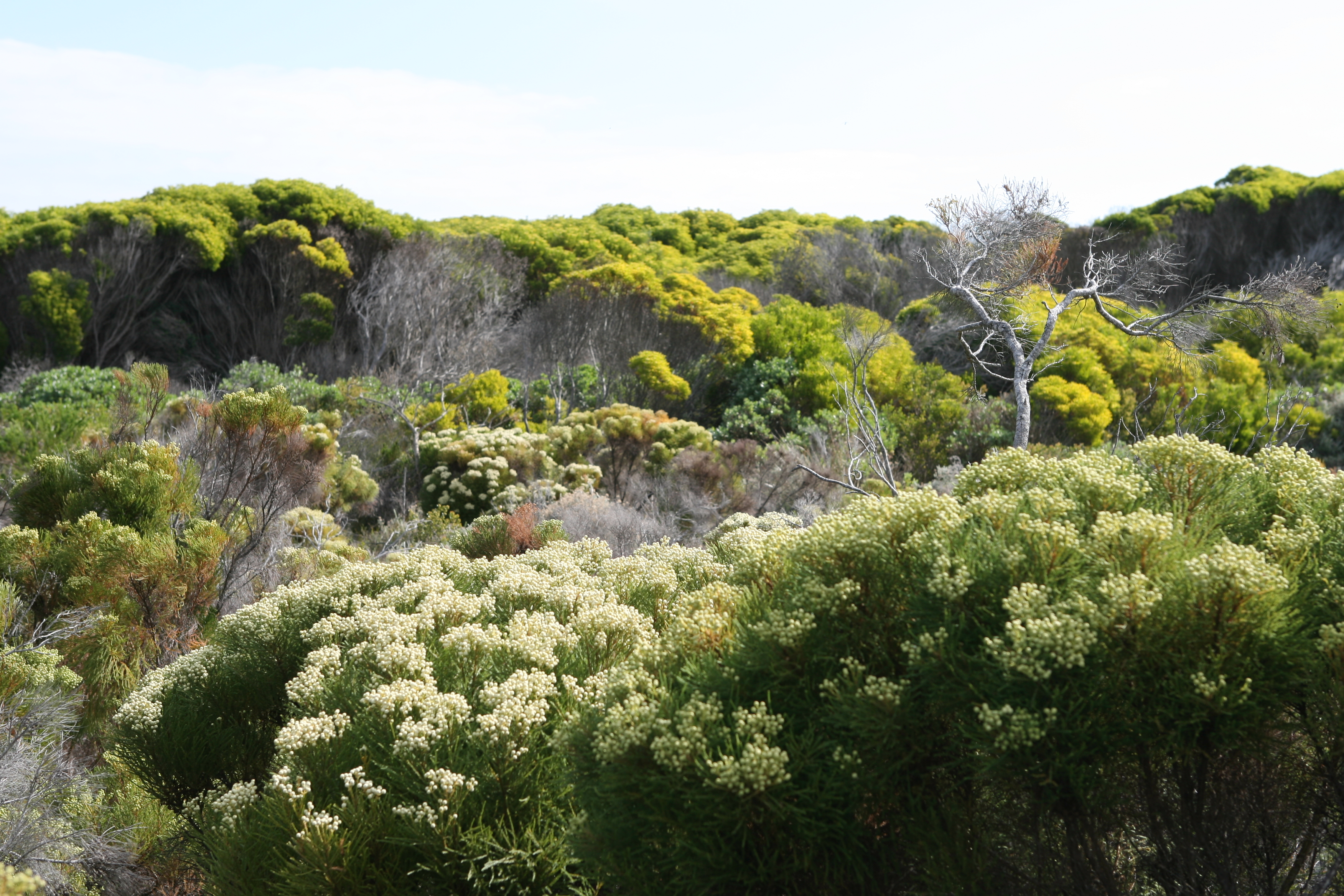
الفنبوس في شبه جزيرة الكيب.

## وصلات خارجية
- Images of Fynbos
- Western Cape School Network on fynbos
- "Protea Atlas Project" with excellent information and images.
- Fauna & Flora International's work on fynbos
- Fynbos Photography (organized taxonomically) نسخة محفوظة 13 مايو 2021 على موقع واي باك مشين.
- Conservation and Land Restoration Project at TerraPi,SA
- "Montane fynbos and renosterveld". Terrestrial Ecoregions. World Wildlife Fund.